# Dudleya pulverulenta
Dudleya pulverulenta (Nutt.) Britt. & Rose, con el nombre común de  chalk lettuce y chalk liveforever, es un especie de planta carnosa perteneciente a la familia de las crasuláceas.

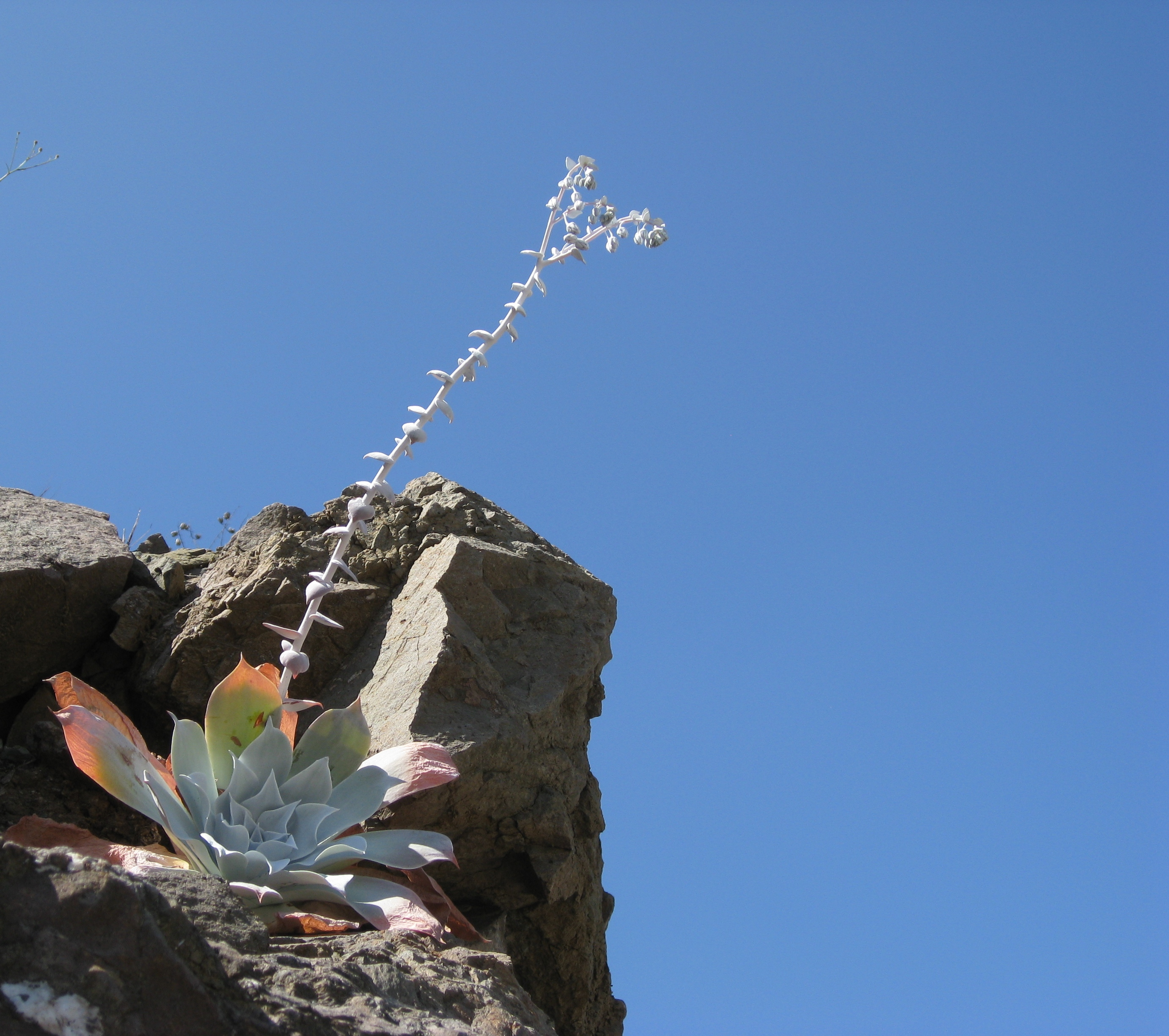
Detalle de la inflorescencia

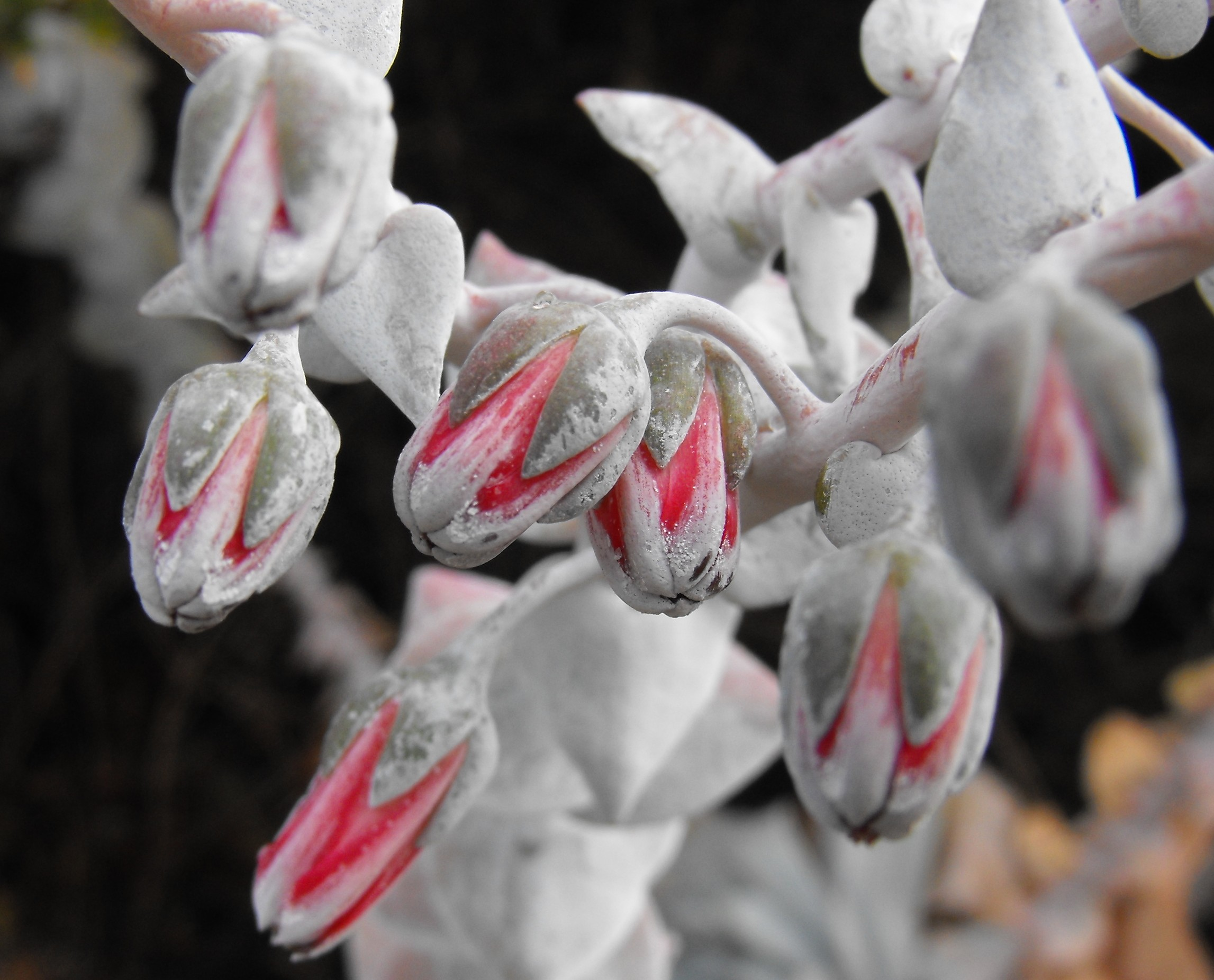
Detalle de las flores

## Distribución y hábitat
Esta Dudleya es nativa del suroeste de Estados Unidos y el norte de México, donde se encuentra en zonas rocosas en la costa y del interior las montañas y colinas del desierto.

## Distribución
Crece desde una roseta de anchas y planas hojas carnosas de color verde pálido que con la edad adquieren una textura de papel rosado. Se produce un alto número de tallos erguidos que son similares en color.  La epidermis de la planta se cubre con una densa capa de color yeso o cera polvorienta.  Su color es verde pálido o blanco  con la cabeza erguida de inflorescencias que soportan muchas flores rosadas, cada uno en un largo pedicelo.

## Taxonomía
Dudleya pulverulenta fue descrita por (Nutt.) Britt. & Rose y publicado en New or Noteworthy North American Crassulaceae 13. 1903.
Etimología
Dudleya: nombre genérico que fue nombrado en honor de William Russell Dudley, el primer director del departamento de botánica de la Universidad de Stanford.
pulverulenta: epíteto latino que significa "con polvo".
Variedades
- Dudleya pulverulenta var. arizonica (Rose) S.L.Welsh

Sinonimia:
- Cotyledon pulverulenta Baker
- Echeveria argentea Lem.
- Echeveria pulverulenta Nutt.[3]